# فدك في التاريخ
فَدَك في التَّاريخ هو كتابٌ تاريخيٌّ تحليليٌّ، بحث فيه محمد باقر الصدر مسألة فدك، ورتَّب الكتاب في خمسة فُصولٍ.

## نبذة عن المؤلف
محمد باقر الصدر، فقيه، مُفسِّر ومُفكر شيعي، وقائد سياسي عراقي. درس العلوم الدينية عند عُلماء الحوزة العلمية في النَّجف من أمثال أبو القاسم الخوئي ومحمد رضا آل ياسين. واستطاع أن يصل إلى مرتبة الاجتهاد قبل سنِّ العشرين. وبدأ بعدها بتدريس العلوم الدينية في حوزة النجف. وفضلًا عن تدريسه للعُلوم الدِّينية، كان مؤلفًا في مجالات مُختلفة من العلوم الإسلامية، كالاقتصاد الإسلامي، الفلسفة الإسلامية، تفسير القرآن، الفقه وأصول الفقه.